# Imperiale Contrada della Giraffa
L'Imperiale Contrada della Giraffa è una delle diciassette suddivisioni storiche della città toscana di Siena. Prende parte al Palio di Siena.

## Territorio

### Le strade all'epoca del Bando
Il Bando di Violante di Baviera (1730) determina la suddivisione territoriale delle diciassette Contrade di Siena facendo riferimento ai palazzi e ai loro proprietari dell'epoca, basandosi quindi sulle costruzioni più che sulle strade. Esso viene ancora oggi considerato la disposizione di base per determinare gli effettivi confini delle Contrade. Secondo il Bando relativo alla Nuova divisione dei confini delle Contrade, il territorio dell'Imperiale Contrada della Giraffa è delimitato dalle seguenti vie e palazzi:
"Giraffa. n. 12 - Dalla chiesa di San Francesco inclusive colla metà di detta piazza verso il convento passi pell'arco ed occupando solo a sinistra le case occupi tutta la strada maestra fino all'imboccatura di Refe nero e per quella scendendo pure a sinistra vada fino al vicolo del signor Maurizio Piccolomini e contenendo da ambe le parti le case entro al detto vicolo, vada alla piaggia della Madonna di Provenzano, abbracciando quella piazza e strade annesse, con tutte le piaggie verso la Madonna del Fosso e via di S Pietro a Ovile."

## Le strade ai nostri giorni
Le strade che attualmente fanno parte del territorio della Contrada sono le seguenti:
- via delle Vergini
- via Sallustio Bandini (parte)
- via del Moro (parte)
- via del Refe Nero (parte)
- via Lucherini
- via di Provenzano
- vicolo di Provenzano
- vicolo del fontino
- via San Pietro a Ovile

- via del Giglio
- via dei Rossi (parte)
- piazza San Francesco (parte)
- via dei Baroncelli
- via del Fosso
- vicolo della Viola
- piazza Provenzano Salvani
- piazzetta della Giraffa

## Storia
Per la Giraffa pare ricorrere il numero 3. Oltre ai tre cappotti, la Contrada di Provenzano si fregia di tre titoli, conquistati in occasione di carriere dedicate a particolari avvenimenti della storia del paese. La Giraffa è "Reale" per aver vinto il Palio del 16 luglio 1887 alla presenza di re Umberto I d'Italia e della regina Margherita di Savoia. "Imperiale" per la carriera vinta il 2 luglio 1936, dedicata alla nascita dell'Impero italiano, alla presenza di re Vittorio Emanuele III e della regina Elena. "Repubblicana" per la vittoria conseguita il 16 agosto 1946, alla presenza del Capo Provvisorio della Repubblica Enrico De Nicola.
Proprio "Reale, Imperiale, Repubblicana" si intitola il Numero Unico del 1946, per sancire questa particolarità giraffina.
La contrada sfoggia comunque il solo titolo di "Imperiale".

## Aneddoti
Alla Giraffa è legato un episodio curioso, accaduto in occasione del Palio straordinario del 24 settembre 1967, indetto per onorare il LIX Congresso della Società Italiana per il progresso delle Scienze. La notte precedente al Palio accadde quello che nessun senese vorrebbe accadesse: il Drappellone, dipinto da Bruno Marzi, era stato rubato. Le indagini, pur intense e febbrili, portarono a ben poco: gli organizzatori furono così costretti a far sfilare sul Carroccio il solo bozzetto dipinto dall’artista cucito su di un drappo bianco, che fu poi consegnato alla contrada vincitrice della carriera (che fu appunto la Giraffa, con il fantino Tristezza ed il cavallo Topolone). Data l’assenza del Drappellone originale, i contradaioli dovettero accontentarsi di festeggiare col bozzetto. 
Verso sera, mentre nel rione di Provenzano fervevano i festeggiamenti, giunse una telefonata che chiarì com'erano andate le cose la notte prima: gli interlocutori erano infatti alcuni goliardi bolognesi in visita a Siena, che avevano rubato il Drappellone "per scherzo", dichiarando comunque di volerlo restituire alla Giraffa, bevendo e scherzando con i suoi contradaioli festanti. Per tutta risposta, i giraffini consigliarono agli autori della bravata di collocare il Drappellone in un luogo prestabilito e di sparire subito dopo, se volevano evitare di incorrere in spiacevoli conseguenze. Il gruppetto di goliardi capì così che era meglio fare come dicevano i senesi: lasciarono il Drappellone nel luogo concordato e subito dopo lasciarono Siena.
La consegna del drappellone “ufficiale” avvenne alcuni giorni dopo in Comune, ma la Giraffa si rifiutò di restituire il Palio bianco con il bozzetto, perché, per loro, quello veramente vinto era il “Palio del bozzetto”. La Giraffa, così, oggi espone nel suo museo il drappellone originale dipinto da Marzi accanto al drappo bianco su cui è attaccato il bozzetto, perché è quello che hanno vinto sul Campo.

## Alleanze sciolte
- Valdimontone, dal 1781 al 1963

## Una Contrada senza rivali
Bruco e Giraffa sono state rivali, per questioni di confine, fino al 1996, anno in cui la Contrada di via del Comune si poté finalmente scuffiare dopo 41 anni di digiuno. Dopo l'ufficializzazione formale operata dalle dirigenze, solo piccole minoranze di popolo di ambedue le Contrade continuano tuttora a guardarsi con un certo astio.

## Gemellaggi
- Grosseto
- Quartiere di Porta del Foro

## Vittorie
| N° vittoria                  | Data              | Fantino                                 | Cavallo                         |
| ---------------------------- | ----------------- | --------------------------------------- | ------------------------------- |
| 1                            | 27 aprile 1655    | Pietro Bacchini detto Bacchino          |                                 |
| 2                            | 2 luglio 1686     | Giuseppe Galardi detto Pulcino          |                                 |
| 3                            | 16 agosto 1689    | Giuseppe Galardi detto Pulcino          |                                 |
| Vittorie nel XVII secolo: 3  |                   |                                         |                                 |
| 4                            | 16 agosto 1715    | Giovan Battista Pistoi detto Cappellaro | Bolso                           |
| 5                            | 16 agosto 1731    | Antonio Corgnolini detto Pettinajo      | Inoscato                        |
| 6                            | 2 luglio 1745     | Domenico Laschi detto Bechino           | Baio del Bonucci                |
| 7                            | 5 luglio 1750     | Domenico Laschi detto Bechino           | Sauro                           |
| 8                            | 3 luglio 1794     | Matteo Marzi detto Mattiaccio           | Baio chiaro del Gigli           |
| Vittorie nel XVIII secolo: 5 |                   |                                         |                                 |
| 9                            | 16 agosto 1805    | Niccolò Chiarini detto Caino            | Morello maltinto del Fontani    |
| 10                           | 3 luglio 1807     | Agostino Rochi detto Botto              | Sauro del Ricci                 |
| 11                           | 16 agosto 1807    | Matteo Marzi detto Mattiaccio           | Baio chiaro del Manetti         |
| 12                           | 2 luglio 1852     | Agostino Viligiardi detto Cilla         | Morello del Cicali              |
| 13                           | 15 agosto 1862    | Mario Bernini detto Bachicche           | Storno del Ceccarelli           |
| 14                           | 16 agosto 1865    | Liberato Turchi detto Liberato          | Morella bruciata dell'Orlandini |
| 15                           | 16 luglio 1887    | Genesio Sampieri detto Il Moro          | Farfallina                      |
| 16                           | 4 luglio 1897     | Domenico Fradiacono detto Scansino      | Febo                            |
| 17                           | 16 agosto 1897    | Massimo Tamberi detto Massimino         | Febo                            |
| Vittorie nel XIX secolo: 9   |                   |                                         |                                 |
| 18                           | 2 luglio 1907     | Arturo Bocci detto Rancani              | Ida                             |
| 19                           | 25 settembre 1913 | Giulio Cerpi detto Testina              | Sauro balzano del Socini        |
| 20                           | 16 agosto 1923    | Edoardo Furi detto Randellone           | Lola                            |
| 21                           | 16 agosto 1929    | Garibaldo Fattori detto Garibaldi       | Orfanella (scosso)              |
| 22                           | 2 luglio 1936     | Umberto Baldini detto Bovino            | Ruello                          |
| 23                           | 16 agosto 1946    | Giuseppe Gentili detto Ciancone         | Piero                           |
| 24                           | 16 agosto 1954    | Marino Lupi detto Veleno                | Gaudenzia (scosso)              |
| 25                           | 24 settembre 1967 | Rosario Pecoraro detto Tristezza        | Ettore                          |
| 26                           | 2 luglio 1970     | Eletto Alessandri detto Bazza           | Topolone                        |
| 27                           | 16 agosto 1971    | Eletto Alessandri detto Bazza           | Orbello                         |
| 28                           | 16 agosto 1983    | Antonello Casula detto Moretto          | Panezio                         |
| 29                           | 16 agosto 1986    | Mario Cottone detto Truciolo            | Fenosu                          |
| 30                           | 2 luglio 1990     | Silvano Vigni detto Bastiano            | Galleggiante                    |
| 31                           | 3 luglio 1997     | Giuseppe Pes detto Il Pesse             | Lobi's Andrea                   |
| 32                           | 16 agosto 1997    | Giuseppe Pes detto Il Pesse             | Quarnero                        |
| Vittorie nel XX secolo: 15   |                   |                                         |                                 |
| 33                           | 2 luglio 2004     | Alberto Ricceri detto Salasso           | Donosu Tou (scosso)             |
| 34                           | 16 agosto 2011    | Andrea Mari detto Brio                  | Fedora Saura                    |
| 35                           | 2 luglio 2017     | Jonatan Bartoletti detto Scompiglio     | Sarbana                         |
| 36                           | 2 luglio 2019     | Giovanni Atzeni detto Tittìa            | Tale e Quale                    |
| Vittorie nel XXI secolo: 4   |                   |                                         |                                 |

La Giraffa si attribuisce altre sei vittorie, non riconosciute dal Comune:
1. 1629: bufalata.
2. settembre 1718: Palio rionale fatto correre dal Nicchio.
3. 1751: Palio rionale fatto correre dal Nicchio.
4. 1790: Palio rionale fatto correre dalla Torre.
5. 17 agosto 1875: Palio "alla romana" di consolazione tra le Contrade escluse dalla batteria finale[1] vinto dal fantino Filippo Meloni detto Barbone.
6. La Giraffa conserva tra i propri Drappelloni anche quello del 16 agosto 1730. Il Palio di quel giorno non fu corso a causa del furto delle "Sacre Particole" nella Basilica di San Francesco. Non si conoscono le ragioni per le quali il drappellone è conservato presso il museo della Giraffa.

## Nella cultura di massa
La contrada della Giraffa ha un ruolo di primo piano nella storia a fumetti Topolino al Palio di Siena, pubblicata in due puntate su Topolino 1549 e 1550 dal 4 all'11 agosto 1985, nella quale il giovane contradaiolo Duccio accoglie Topolino e Minni nel loro soggiorno nella città toscana nei giorni del Palio.